# Le Puits et le Pendule (téléfilm, 1964)
Pour les articles homonymes, voir Le Puits et le Pendule.
Pour plus de détails, voir Fiche technique et Distribution.
Le Puits et le Pendule est un téléfilm français réalisé par Alexandre Astruc et diffusé en 1964.

## Synopsis
Condamné à mort par l'Inquisition espagnole du début du XIXe siècle, un homme est incarcéré dans une prison de Tolède. Il se retrouve ligoté sur le dos dans une sorte de puits avec un pendule à la lame acérée qui descend lentement vers sa poitrine. Toute l'horreur de la situation est contenue dans le monologue intérieur du supplicié : le sifflement régulier des oscillations du couperet qui s'approche est une torture sortie du pire des cauchemars.

## Fiche technique
- Titre : Le Puits et le Pendule
- Réalisation : Alexandre Astruc
- Scénario : Alexandre Astruc d’après la nouvelle d'Edgar Allan Poe, Le Puits et le Pendule (1842)
- Dialogues : Alexandre Astruc
- Musique : Antoine Duhamel
- Direction de la photo : Nicolas Hayer
- Son : Paul Bonnefond
- Montage : Monique Chalmandrier, Sophie Bhaud
- Décors : André Bakst
- Costumes : Marie-Thérèse Respens
- Pays d’origine :  France
- Langue de tournage : français
- Année de tournage : 1963
- Société de production : RTF
- Format : noir et blanc — 4/3 — son monophonique
- Genre : film d'horreur, drame, moyen métrage
- Durée : 37 minutes
- Date de diffusion : 9 janvier 1964

## Distribution
- Maurice Ronet : le prisonnier